# علمدار (عفرين)
علمدار قرية سوريّة تتبع إداريّاً لمحافظة حلب منطقة عفرين ناحية راجو، بلغ تعداد سكانها 174 نسمة حسب التعداد السكاني لعام 2004.